# Купорань
Купорань (рум. Cuporani) — село в Леовському районі Молдови. Входить до складу комуни, адміністративним центром якої є село Тігеч.